# 산장장기
산장장기는 동탁장기와 같이 일제강점기 때 유행한 장기이다.

## 방법
장군을 칠때, 그 장군을 친 말을 죽이지 못하면 지는 장기이다. 그러므로 양수 첩장이 나오면 자동으로 패배한 것이 된다. 또한 포와 차가 한 행 또는 한 열에서 동시에 장군을 부르고 있어도 진 것이나 다름 없다. 중앙에 차 또는 졸이 있고, 그 중앙으로 같은 줄에 위치한 차 또는 졸이 있다면, 그것 역시 패배한다. 도망치거나 막을 수 있는 일반 장기와는 달리 산장장기는 도망도 방어도 인정되지 않으며 오직 잡아야만 장군 치는 것을 모면할 수 있다.
그러므로 전투에 참여할 때 약간의 빈틈만 보여도 상대방이 파악하면 끝이기 때문인데 장이 나오지 않도록 장을 지키고 있어야 한다.

## 현재
현재에는 그런 장기는 잘 하지 않는다. 그러나 가끔 노인들의 장기판에는 이 산장장기나 동탁장기가 끼어든다.

## 같이 보기
- 동탁장기
- 장기